# Torneo Regional del Nordeste
El Torneo Regional de Rugby del Nordeste, comúnmente conocido como Torneo del NEA, es una competencia regional de rugby en Argentina.
La competencia comenzó en 1999 e involucra a clubes de los afiliados a la Unión de Rugby del Nordeste (comúnmente equipos de las provincias de Chaco y Corrientes), la Unión de Formosa y la Unión de Rugby de Misiones.
Al igual que en otros torneos interprovinciales, como el Torneo del Litoral o Torneo del Noroeste, los mejores clubes del Torneo del Nordeste califican para el nivel nacional Torneo del Interior. campeonato de rugby en el que se enfrentan los mejores clubes de Argentina exceptuando los pertenecientes a la Unión de Rugby de Buenos Aires y los que disputan el Torneo Nacional de Clubes.

## Campeonatos

### Torneo Regional de Rugby del Nordeste (desde 1999)
El formato del Torneo Regional de Rugby del Nordeste ha cambiado a lo largo de los años y estaba reservado en 2014 para 9 equipos que competían en un sistema de partidos en casa y fuera, ida y vuelta, donde los primeros 2 clasificaban automáticamente para las semifinales, mientras que los siguientes 4 lo hacían a los cuartos de final. Luego, el Torneo incluyó a 8 equipos que competian por el título regional, todos contra todos. Por la pandemia no se disputó el torneo en el año 2020.-
Actualmente se lo conoce como Torneo Top Ten e incluye a 10 equipos de las Uniones del Nordeste URNE, de Formosa, de Misiones URUMI y de Paraguay, se dividen en dos zonas de 5, clasifican los 4 mejores a las instancias finales (semifinales), y los dos ganadores de esta última pasan a la final.
Todos los campeones se enumeran a continuación:

#### Títulos
| Ed. | Año  | Campeón                                  | Resultado                    | Subcampeón          | Cancha                             |
| --- | ---- | ---------------------------------------- | ---------------------------- | ------------------- | ---------------------------------- |
| 1   | 1999 | Aranduroga (1)                           | *Definición por tabla anual* | Taraguy             |                                    |
| 2   | 2000 | Taraguy (1)                              | *Definición por tabla anual* | Aranduroga          |                                    |
| 3   | 2001 | Centro de Cazadores (1)                  | *Campeón por decreto*        | Sin subcampeón      |                                    |
| 4   | 2002 | Taraguy (2)                              | *Definición por tabla anual* | Aranduroga          |                                    |
| 5   | 2003 | Taraguy (3)                              | *Definición por tabla anual* | Aranduroga          |                                    |
| 6   | 2004 | Taraguy (4)                              | *Definición por tabla anual* | Aranduroga          | Santa Ana, Corrientes (Aranduroga) |
| 7   | 2005 | Taraguy (5)                              | *Definición por tabla anual* | Aranduroga          | Santa Ana, Corrientes (Aranduroga) |
| 8   | 2006 | Taraguy (6)                              | *Definición por tabla anual* | Aranduroga          | Resistencia, Chaco (CURNE)         |
| 9   | 2007 | Taraguy (7)                              | *Definición por tabla anual* | CURNE               | Corrientes, Corrientes (Taraguy)   |
| 10  | 2008 | CURNE(1)                                 | 18 - 14                      | Taraguy             | Resistencia, Chaco (CURNE)         |
| 11  | 2009 | CURNE (2)                                | 24 - 7                       | Taraguy             | Corrientes, Corrientes (Taraguy)   |
| 12  | 2010 | Regatas Resistencia (1)                  | 11 - 9                       | CURNE               | Resistencia, Chaco (CURNE)         |
| 13  | 2011 | Aranduroga (2)                           | 30 - 27                      | Regatas Resistencia | Santa Ana, Corrientes (Aranduroga) |
| 14  | 2012 | CURNE (3)                                | 26-25                        | San Patricio        | Resistencia, Chaco (CURNE)         |
| 15  | 2013 | CURNE (4)                                | 32 - 8                       | San Patricio        | Resistencia, Chaco (Regatas)       |
| 16  | 2014 | CURNE (5)                                | 31 - 27                      | San Patricio        | Resistencia, Chaco (CURNE)         |
| 17  | 2015 | San Patricio (1)                         | 20 - 18                      | CURNE               | Santa Ana, Corrientes (Aranduroga) |
| 18  | 2016 | Taraguy (8)                              | 27 - 22                      | CURNE               | Santa Ana, Corrientes (Aranduroga) |
| 19  | 2017 | CURNE (6)                                | 33 - 22                      | Taraguy             | Santa Ana, Corrientes (Aranduroga) |
| 20  | 2018 | Taraguy (9)                              | 17 - 12                      | CURNE               | Resistencia, Chaco (CURNE)         |
| 21  | 2019 | CURNE (7)                                | 24-15                        | Aguara              | Santa Ana, Corrientes (Aranduroga) |
| –   | 2020 | (Cancelado)                              | ---                          | ---                 | ---                                |
| –   | 2021 | CURNE(torneo no convalidado por la URNE) | ---                          | ---                 | ---                                |
| 23  | 2022 | CURNE (9)                                | 26 - 16                      | Aranduroga          | Santa Ana, Corrientes (Aranduroga) |
| 24  | 2023 | CURNE (10)                               | 20 - 6                       | Aranduroga          | Corrientes, Corrientes (Taraguy)   |
| 25  | 2024 | CURNE (11)                               | 18 - 14                      | Taraguy             | Santa Ana, Corrientes (Aranduroga) |

1. ↑  Acrónimo para "Club Universitario de Rugby del Nordeste".
2. ↑  Torneo cancelado debido a covid-19 pandemic en Argentina.

(*):posterior a la pandemia, el "Regional" del año 2021 se realizó en un formato distinto al tradicional. Solamente se disputó el Torneo Oficial de la URNE como una forma de transición deportiva.

### Torneo de Rugby de la URNE (1963 - 1998)
Anteriormente se disputaba el campeonato denominado como "Torneo de la URNE"; el cual poseía un formato de liga para determinar quien era el campeón de la temporada.
Gracias a este anexo podemos apreciar la historia completa de cada club en cuestión, no solo contabilizando los títulos del TRN, sino que también respetando la historia de todas las instituciones y enalteciendo a los clubes y jugadores de las distintas décadas.
Todos los campeones se enumeran a continuación:

#### Títulos
| Ed. | Año  | Campeón         | Resultado | Subcampeón | Cancha |
| --- | ---- | --------------- | --------- | ---------- | ------ |
| 1   | 1963 | Sixty (1)       |           | Aranduroga |        |
| 2   | 1964 | Sixty (2)       |           | Aranduroga |        |
| 3   | 1965 | Sixty (3)       |           | Regatas    |        |
| 4   | 1966 | Sixty (4)       |           | Aranduroga |        |
| 5   | 1967 | Sixty (5)       |           | Aranduroga |        |
| 6   | 1968 | Sixty (6)       |           | Taraguy    |        |
| 7   | 1969 | Sixty (7)       |           | Taraguy    |        |
| 8   | 1970 | Sixty (8)       |           | Taraguy    |        |
| 9   | 1971 | Taraguy (1)     |           | Regatas    |        |
| 10  | 1972 | Regatas (1)     |           | Aranduroga |        |
| 11  | 1973 | Aranduroga (1)  |           | Taraguy    |        |
| 12  | 1974 | Cotton RC (1)   |           | Taraguy    |        |
| 13  | 1975 | Taraguy (2)     |           | Aranduroga |        |
| 14  | 1976 | CURNE (1)       |           | Taraguy    |        |
| 15  | 1977 | Taraguy (3)     |           | Aranduroga |        |
| 16  | 1978 | Aranduroga (2)  |           | Taraguy    |        |
| 17  | 1979 | (sin registros) |           |            |        |
| 18  | 1980 | CURNE (2)       |           | Aranduroga |        |
| 19  | 1981 | CURNE (3)       |           | Aranduroga |        |
| 20  | 1982 | Aranduroga (3)  | 49 - 8    | Taraguy    |        |
| 21  | 1983 | CURNE (4)       |           | Aranduroga |        |
| 22  | 1984 | Aguará (1)      |           | CURNE      |        |
| 23  | 1985 | Sixty (9)       |           | CURNE      |        |
| 24  | 1986 | CURNE (5)       |           | Aranduroga |        |
| 25  | 1987 | CURNE (6)       |           | Aranduroga |        |
| 26  | 1988 | CURNE (7)       |           | Aranduroga |        |
| 27  | 1989 | CURNE (9)       |           | Aranduroga |        |
| 28  | 1990 | CURNE (9)       |           | Aranduroga |        |
| 29  | 1991 | Aranduroga (4)  |           | Taraguy    |        |
| 30  | 1992 | Aranduroga (5)  |           | Taraguy    |        |
| 31  | 1993 | Aranduroga (6)  |           | Taraguy    |        |
| 32  | 1994 | Aranduroga (7)  |           | Taraguy    |        |
| 33  | 1995 | Aranduroga (8)  |           | Taraguy    |        |
| 34  | 1996 | Taraguy (4)     |           | Aranduroga |        |
| 35  | 1997 | Taraguy (5)     |           | Aranduroga |        |
| 36  | 1998 | Taraguy (6)     |           | Aranduroga |        |

*El torneo de 1982 fue el único con final disputada.

### Títulos acumulados (TRN)
| Equipo              | Títulos | Año campeonato                                             | Subcampeonatos |
| CURNE               | 10      | 2008, 2009, 2012, 2013, 2014, 2017, 2019, 2022, 2023, 2024 | 5              |
| Taraguy             | 9       | 2000, 2002, 2003, 2004, 2005, 2006, 2007, 2016, 2018       | 5              |
| Aranduroga          | 2       | 1999, 2011                                                 | 8              |
| San Patricio        | 1       | 2015                                                       | 3              |
| Regatas             | 1       | 2010                                                       | 1              |
| Centro de Cazadores | 1       | 2001                                                       | 0              |

### Títulos acumulados en total
| Equipo              | Títulos | Año campeonato                                                                                                   |
| CURNE               | 19      | 1976, 1980, 1981, 1983, 1986, 1987, 1988, 1989, 1990, 2008, 2009, 2012, 2013, 2014, 2017, 2019, 2022, 2023, 2024 |
| Taraguy             | 15      | 1971, 1975, 1977, 1996, 1997, 1998, 2000, 2002, 2003, 2004, 2005, 2006, 2007, 2016, 2018                         |
| Aranduroga          | 10      | 1973, 1978, 1982, 1991, 1992, 1993, 1994, 1995, 1999, 2011                                                       |
| Sixty               | 9       | 1963, 1964, 1965, 1966, 1967, 1968, 1969, 1970, 1985                                                             |
| Regatas             | 2       | 1972, 2010 |
| Centro de Cazadores | 1       | 2001 |
| San Patricio        | 1       | 2015 |
| Aguará              | 1       | 1984 |
| Cotton RC           | 1       | 1974 |